# Liesel Bachem Sayre
Liesel Bachem Sayre (* 7. November 1919 in Horrem, Nordrhein-Westfalen; † 13. Januar 2014 in Köln) war eine deutschamerikanische Übersetzerin und Opernlibrettistin.

## Leben
Bachem Sayre studierte Alte Musik und Cembalo am Konservatorium München. 1950 traf sie in den Vereinigten Staaten bei einer Party ihren späteren Ehemann, einen Flötisten und Kenner Alter Musik; ihr Ehemann starb 1980.
1983 übersetzte sie ihre erste Oper, Rodrigo von Georg Friedrich Händel, für die Neuproduktion im Sommer 1984 bei den Innsbrucker Festwochen der Alten Musik; daraufhin erhielt sie sämtliche Übersetzungsaufträge von René Jacobs und Konrad Junghänel für deren Produktionen bei den Innsbrucker Musikwochen. Sie übersetzte Barockopern vom Italienischen, Englischen und Französischen ins Deutsche, teilweise auch ins Englische. Ihre Neuübersetzungen stattete Bachem Sayre dabei jeweils mit einem umfangreichen Fußnotenverzeichnis aus, das die mythologischen Hintergründe der Werke, deren Anspielungen auf Brauchtum und regionale Kultur, insbesondere aber auch sprachliche Komponenten und unterschiedliche Dialekte des Italienischen darstellte.
Für die Oper Köln verfasste sie Neuübersetzungen der Libretti zu den Opern L’incoronazione di Poppea und Semele. 2002 übersetzte sie für die Hochschule für Musik Köln das Libretto zu Il ritorno di Giulio Cesare, einer vergessenen Oper von Giovanni Bononcini; Konrad Junghänel war der Dirigent bei dieser Produktion. Für die Produktion der Oper Eliogabalo von Francesco Cavalli bei den Innsbrucker Festwochen im August 2004 legte Bachem Syre eine Neuübersetzung vor.
Bachem Sayre war als Übersetzerin und Beraterin bei vielen Operneinspielungen für das Musiklabel Harmonia Mundi sowie für den WDR und den ORF beteiligt. Für die Einspielung des Oratoriums Il primo omicidio von Alessandro Scarlatti für Harmonia Mundi (1998) mit René Jacobs verfasste sie die deutsche Neuübersetzung des Librettos.
Sie veröffentlichte außerdem Artikel und kleinere musikalische Abhandlungen, insbesondere zur Arbeit des Übersetzers, in verschiedenen Musikfachzeitschriften.
Bachem Sayre lebte zuletzt in einem Alten- und Pflegeheim der Diakonie Michaelshoven. Sie starb 2014 im Alter von 94 Jahren und wurde auf dem Kölner Melaten-Friedhof beigesetzt.